# Suhur (Syria)
Suhur – wieś w Syrii, w muhafazie Aleppo, w dystrykcie As-Safira. W 2004 roku liczyła 267 mieszkańców.